# Уай
Уай (валл. Afon Gwy; англ. Wye) — река в Великобритании. Длина — 215 км. Четвёртая река по протяжённости в Англии. Площадь бассейна — 4136 км². Является естественной границей между Англией и Уэльсом.
Исток реки находится в валлийских горах Плинлимон. На берегах реки расположены Райадер, Билт-Уэлс, Хэй-он-Уай, Херефорд, Росс-он-Уай, Симондс Ят, Монмут, Тинтерн. Уай впадает в эстуарий реки Северн под Чепстоу.
Река Уай используется для активного отдыха, в частности сплава на каноэ, и для рыбалки. Основной промысловой рыбой является лосось.